# Виолетова медуза
Виолетовите медузи (Pelagia noctiluca) са вид същински медузи от семейство Pelagiidae.
Таксонът е описан за пръв път от Пер Форскол през 1775 година.